# José Sancho
José Asunción Martínez Sancho znany jako Pepe Sancho (ur. 11 listopada 1944 w Manises, zm. 3 marca 2013 w Walencji) – hiszpański aktor filmowy i telewizyjny.
Zmarł na raka płuc w szpitalu w Walencji.

## Filmografia

### Seriale
- 1970-1971: Teatro de siempre
- 2008: Plan America jako Federico Amas
- 2012: Imperium jako Quinto

### Filmy
- 1948: Si te hubieses casado conmigo
- 1973: Proceso a Jesus
- 1984: Interes na kółkach jako Mondale
- 1988: El Dorado jako La Bandera
- 2012: El Clan jako przywódca klanu

## Nagrody
- Nagroda Goya
  - 1997